# Senegal ai XIV Giochi olimpici invernali
Il Senegal partecipò ai XIV Giochi olimpici invernali, svoltisi a Sarajevo, Jugoslavia, dall'8 al 19 febbraio 1984, con una delegazione di 1 atleta impegnato in una disciplina.

## Delegazione
| Sport      | Uomini | Donne | Totale |
| ---------- | ------ | ----- | ------ |
| Sci alpino | 1      | 0     | 1      |
| Totale     | 1      | 0     | 1      |

## Sci alpino

### Uomini
| Atleta       | Gara           | 1ª manche | 1ª manche | 2ª manche | 2ª manche | Totale  | Totale    |
| Atleta       | Gara           | Tempo     | Posizione | Tempo     | Posizione | Tempo   | Posizione |
| ------------ | -------------- | --------- | --------- | --------- | --------- | ------- | --------- |
| Lamine Guèye | Discesa libera |           |           |           |           | 1:59.64 | 51        |
| Lamine Guèye | Slalom gigante | 1:42.63   | 60        | 1:46.04   | 57        | 3:28.67 | 57        |